# Marduk-apla-iddina I

Babilonia za panowania Kasytów.

Marduk-apla-iddina I (akad. Marduk-apla-iddina, tłum. „(bóg) Marduk dał następcę”) – król Babilonii z dynastii kasyckiej, syn i następca Meli-Szipaka; panował w latach 1171-1159 p.n.e. Do naszych czasów zachowało się kilka jego kudurru z inskrypcjami dokumentującymi nadania ziemi i gwarantującymi zwolnienia podatkowe.